# Ričardas Berankis
Ričardas Berankis (* 21. Juni 1990 in Vilnius) ist ein litauischer Tennisspieler.

## Leben und Karriere

### 2005–2007: Erfolge als Junior und erste Erfahrungen auf Future-Turnieren
Ričardas Berankis begann schon im Alter von zwei Jahren mit dem Tennisspielen. Ab dem Jahr 2005 spielte er auf der Juniorentour und konnte dort schon bald Turniersiege feiern. Seine größten Erfolge waren der Gewinn der US Open 2007 sowie das Erreichen des Halbfinals bei den Australian Open 2007 und den Wimbledon Championships 2007. Er beendete das Jahr 2007 auf Position 1 der Junioren-Weltrangliste.
Schon 2006 sammelte Berankis zudem Erfahrungen auf Future-Turnieren im Erwachsenenbereich. Im März 2007 konnte er in Portugal erstmals ein Future-Turnier gewinnen. Im Mai 2007 wurde er in das litauische Davis-Cup-Team berufen und konnte dort drei von sechs Spielen gewinnen. Im weiteren Jahresverlauf erreichte Berankis noch ein Future-Halbfinale und beendete das Jahr auf Platz 707 der Tennis-Weltrangliste.

### 2008–2009: Challenger-Erfolge und ATP-Debüt
Im Jahr 2008 spielte Ričardas Berankis vermehrt Turniere der ATP Challenger Tour. Im Juni 2008 konnte sich Berankis in Warschau erstmals für das Hauptfeld eines ATP-Turniers qualifizieren. Obwohl er in der ersten Runde gegen Wayne Odesnik ausschied, wurde er daraufhin im Juli 2008 als erster Litauer überhaupt in den Top 500 der Weltrangliste geführt (bisheriger Rekordhalter seines Landes war Rolandas Muraška, der es 2001 auf Platz 575 geschafft hatte). Für das ATP-Turnier von Umag bekam er eine Wildcard, verlor jedoch in der ersten Runde gegen Fabio Fognini. Als Sieger der letztjährigen Juniorenkonkurrenz bekam Berankis für die Qualifikation zu den US Open 2008 eine Wildcard, und schaffte es nach einem Sieg über den Top-100-Spieler Serhij Stachowskyj in die dritte Qualifikationsrunde, wo er knapp an Björn Phau scheiterte.
Das Jahr 2009 begann für Berankis mit einer Finalteilnahme bei einem Future-Turnier in Deutschland. Im März 2009 steuerte er zum 3:2-Sieg über Georgien im Davis Cup zwei Einzelsiege bei, war dann jedoch im Juli 2009 gegen Slowenien ebenso chancenlos wie sein Team, welches 0:5 verlor. Im weiteren Jahresverlauf erreichte Berankis in Qarshi und Champaign zweimal das Halbfinale eines Challenger-Turniers, zudem stand er in zwei weiteren Future-Finals.

### 2010: Zwei Challenger-Titel und Einstieg in die Top 100
Nachdem er im Januar 2010 in Salinas erneut ein Challenger-Halbfinale erreicht hatte, konnte sich Ričardas Berankis im Februar 2010 für das ATP-Turnier von San José qualifizieren. Dort gewann er gegen Robby Ginepri sein erstes ATP-Match und erreichte nach einem Sieg über Björn Phau sogar das Viertelfinale, wo er gegen den späteren Turniersieger Fernando Verdasco knapp verlor. Dadurch stieg er erstmals in die Top 200 der Weltrangliste ein. Nachdem er im Davis Cup mit Litauen dank zweier Einzelsiege mit 3:2 über Großbritannien gesiegt hatte, nahm Berankis an der Qualifikation zu den French Open 2010 teil. Dort scheiterte er aber in der dritten Qualifikationsrunde an Martin Fischer. Davon ließ er sich jedoch nicht entmutigen, sondern gewann eine Woche später in Nottingham durch einen Sieg über Gō Soeda seinen ersten Challenger-Titel. In Wimbledon schaffte er dann im dritten Anlauf erstmals die Qualifikation für ein Grand-Slam-Turnier und erreichte durch einen Sieg über Carsten Ball sogar die zweite Runde. Dort verlor er jedoch in vier Sätzen gegen den an Position 22 gesetzten Feliciano López. Im August 2010 erreichte Berankis in Vancouver zum zweiten Mal das Finale eines Challenger-Turniers, unterlag dort jedoch Dudi Sela. Nachdem er sich bei den US Open 2010 erneut erfolgreich für ein Grand-Slam-Turnier qualifiziert hatte, besiegte er in der ersten Runde Ryan Sweeting. In der zweiten Runde traf er auf den an Position 13 gesetzten Jürgen Melzer, dem er in einem knappen Match in fünf Sätzen unterlag. Eine Woche nach den US Open trat Berankis mit Litauen im Davis-Cup-Relegationsspiel um den Einzug in die Europa/Afrika-Gruppe I an. Er gewann ein Einzel und ein Doppel, konnte jedoch die 2:3-Niederlage gegen Slowenien nicht verhindern. Aufgrund einer Viruserkrankung musste Berankis danach mehrere Turniere absagen, konnte aber beim Jahresabschluss in Helsinki noch einmal ein Challenger-Finale erreichen. Dort profitierte er von der Aufgabe des Titelverteidigers Michał Przysiężny und gewann somit seinen zweiten Titel in diesem Jahr. Dadurch stieg er in der Weltrangliste bis auf Platz 85 und war damit zum Jahresende der jüngste Spieler in den Top 100.

### 2011: Etablierung auf der ATP Tour und Verletzungssorgen
Das Jahr 2011 begann für Ričardas Berankis mit der erfolgreichen Qualifikation für das ATP-Turnier in Brisbane. Dort besiegte er in der ersten Hauptrunde Arnaud Clément, verlor dann aber in einem knappen Dreisatzmatch gegen den an Position 7 gesetzten Florian Mayer. Auch bei seinem Australian-Open-Debüt konnte Berankis durch einen Dreisatzsieg über Lokalmatador Marinko Matosevic in die zweite Runde einziehen. Dort traf er auf den angeschlagenen Top-30-Spieler David Nalbandian, der nach weniger als einer Stunde Spielzeit bei 0:2-Satzrückstand aufgab. In seinem ersten Drittrundenmatch bei einem Grand-Slam-Turnier unterlag Berankis dann aber aufgrund einer zu hohen Fehlerquote klar dem an Position 7 gesetzten späteren Halbfinalisten David Ferrer. Im Februar 2011 trat Ričardas Berankis beim ATP-Turnier in San José an und besiegte dort in der ersten Runde den an Position 6 gesetzten Benjamin Becker. Als Nächstes gewann er ein umkämpftes Dreisatzmatch gegen Donald Young und erreichte dadurch wie schon im Vorjahr das Viertelfinale. Dort verlor er allerdings in zwei knappen Sätzen gegen den späteren Turniersieger Milos Raonic. Auch bei den folgenden ATP-Turnieren in Memphis und Delray Beach schied Berankis jeweils in der ersten Runde gegen den späteren Turniersieger Andy Roddick bzw. Juan Martín del Potro aus. Bei der anschließenden Davis-Cup-Partie gegen Estland konnte Berankis trotz zweiter Einzelsiege die 2:3-Niederlage gegen die Esten nicht verhindern. Nachdem er bei den Masters-Turnieren in Indian Wells und Miami in der zweiten bzw. ersten Runde ausgeschieden war, musste Ričardas Berankis wegen Leistenproblemen eine längere Verletzungspause einlegen. Dadurch verpasste er sowohl die French Open als auch Wimbledon. Nach fast vier Monaten Pause gab Berankis im Juli 2011 in Atlanta sein Comeback. Im Einzel schied er bereits in der ersten Runde aus, im Doppel jedoch konnte er zusammen mit Xavier Malisse das Halbfinale erreichen.

### Ab 2012: ATP-Titelgewinn im Doppel und zwei Einzelfinals
In der Saison 2012 erreichte er im Juli in Los Angeles, als erster Litauer, sein erstes Endspiel auf der World Tour. Dabei blieb Berankis, der erst nach erfolgreicher Qualifikation das Hauptfeld erreichte, gegen Sam Querrey jedoch mit 0:6 und 2:6 chancenlos. Sein größter Erfolg in der Folgesaison war das nach 2011 wiederholte Erreichen der dritten Runde bei den Australian Open. 2014 gelangen ihm in Astana und Andria zwei Turniersiege auf der Challenger Tour. Im Jahr darauf gewann Berankis im April gemeinsam mit Teimuras Gabaschwili die Doppelkonkurrenz des ATP-Turnier in Houston. Nachdem sie überhaupt erst als Nachrücker in den Wettbewerb gekommen waren, bezwangen sie nach drei Auftakterfolgen im Finale Treat Huey und Scott Lipsky mit 6:4 und 6:4. Zu Saisonende sicherte sich Berankis zudem den Titelgewinn beim Challenger-Turnier in St. Ulrich in Gröden. 2016 gewann er im April binnen zwei Wochen die Challenger in Gwangju und Nanjing, dabei besiegte er beide Male im Finale Grega Žemlja in jeweils zwei Sätzen. Zum 23. Mai 2016 erreichte er mit Rang 50 seine bisherige Karrierebestmarke in der Weltrangliste. Bei den Olympischen Spielen in Rio de Janeiro schied Berankis im Einzel in der ersten Runde gegen John Millman ohne einen Spielgewinn aus. Nachdem er die Saison nur unter Schmerzen bis zum Ende durchspielte, musste er sich einer Hüftoperation unterziehen, weshalb er bis Mai 2017 ausfiel. Zwar musste er bei seinem Comeback beim Challenger-Turnier in Samarqand eine Erstrundenniederlage hinnehmen, gewann dann aber in Schymkent sogleich bei seinem zweiten Turnier seit seiner Verletzung den Titel. Noch im Oktober gelang Berankis in Moskau der Einzug in sein zweites Endspiel auf der World Tour, hatte aber gegen Damir Džumhur mit 2:6, 6:1 und 4:6 das Nachsehen. In der darauffolgenden Saison war der Turniersieg beim Challenger in Saint-Brieuc sein einziger Titelgewinn. Wesentlich erfolgreicher verlief dafür die Saison 2019 auf der Challenger Tour. Im Januar sicherte sich Berankis den Titel beim Challenger-Turnier in Rennes, zwei Monate darauf folgte der Titelgewinn in Drummondville. Im Mai gewann er in Busan seinen zwölften Karrieretitel auf der Challenger Tour, der 13. Karrieretitel und vierte der laufenden Saison gelang ihm schließlich im August in Vancouver.

## Bemerkungen
Eine Zeit lang wurde Berankis auf der englischsprachigen ATP-Homepage als Richard Berankis geführt, was der litauischen Aussprache seines Namens Ričardas näher kommt als Ricardas (mit hartem k).

## Erfolge
| Legende (Anzahl der Siege)  |
| Grand Slam                  |
| ATP World Tour Finals       |
| ATP World Tour Masters 1000 |
| ATP World Tour 500          |
| ATP World Tour 250 (1)      |
| ATP Challenger Tour (15)    |

| ATP-Titel nach Belag |
| Hartplatz (0)        |
| Sand (1)             |
| Rasen (0)            |

### Einzel

#### Turniersiege
| Nr. | Datum             | Turnier              | Belag         | Finalgegner            | Ergebnis         |
| --- | ----------------- | -------------------- | ------------- | ---------------------- | ---------------- |
| 1.  | 6. Juni 2010      | Nottingham           | Rasen         | Gō Soeda               | 6:4, 6:4         |
| 2.  | 28. November 2010 | Helsinki             | Hartplatz (i) | Michał Przysiężny      | 6:1, 2:0 Aufgabe |
| 3.  | 27. Juli 2014     | Astana               | Hartplatz     | Marsel İlhan           | 7:5, 5:7, 6:3    |
| 4.  | 23. November 2014 | Andria               | Hartplatz (i) | Nikolos Bassilaschwili | 6:4, 1:0 Aufgabe |
| 5.  | 15. November 2015 | St. Ulrich in Gröden | Hartplatz (i) | Rajeev Ram             | 7:63, 6:4        |
| 6.  | 17. April 2016    | Gwangju              | Hartplatz     | Grega Žemlja           | 6:3, 6:2         |
| 7.  | 24. April 2016    | Nanjing              | Sand          | Grega Žemlja           | 6:3, 6:4         |
| 8.  | 27. Mai 2017      | Schymkent            | Sand          | Yannick Hanfmann       | 6:3, 6:2         |
| 9.  | 1. April 2018     | Saint-Brieuc (1)     | Hartplatz (i) | Constant Lestienne     | 6:2, 5:7, 6:4    |
| 10. | 27. Januar 2019   | Rennes               | Hartplatz (i) | Antoine Hoang          | 6:4, 6:2         |
| 11. | 17. März 2019     | Drummondville        | Hartplatz (i) | Yannick Maden          | 6:3, 7:5         |
| 12. | 12. Mai 2019      | Busan                | Hartplatz     | Andrew Harris          | 7:65, 6:2        |
| 13. | 18. August 2019   | Vancouver            | Hartplatz     | Jason Jung             | 6:3, 5:7, 6:4    |
| 14. | 26. März 2023     | Saint-Brieuc (2)     | Hartplatz (i) | Dan Added              | 6:3, 6:73, 7:65  |
| 15. | 22. Juni 2024     | Blois                | Sand          | Calvin Hemery          | 7:64, 7:5        |

#### Finalteilnahmen
| Nr. | Datum            | Turnier     | Belag         | Finalgegner   | Ergebnis      |
| --- | ---------------- | ----------- | ------------- | ------------- | ------------- |
| 1.  | 29. Juli 2012    | Los Angeles | Hartplatz     | Sam Querrey   | 0:6, 2:6      |
| 2.  | 22. Oktober 2017 | Moskau      | Hartplatz (i) | Damir Džumhur | 2:6, 6:1, 4:6 |

### Doppel

#### Turniersiege
| Nr. | Datum          | Turnier | Belag | Partner              | Finalgegner             | Ergebnis |
| --- | -------------- | ------- | ----- | -------------------- | ----------------------- | -------- |
| 1.  | 12. April 2015 | Houston | Sand  | Teimuras Gabaschwili | Treat Huey Scott Lipsky | 6:4, 6:4 |

## Abschneiden bei Grand-Slam-Turnieren

### Einzel
| Turnier         | 2008 | 2009 | 2010 | 2011 | 2012 | 2013 | 2014 | 2015 | 2016 | 2017 | 2018 | 2019 | 2020 | 2021 | 2022 | 2023 | Karriere |
| --------------- | ---- | ---- | ---- | ---- | ---- | ---- | ---- | ---- | ---- | ---- | ---- | ---- | ---- | ---- | ---- | ---- | -------- |
| Australian Open | —    | —    | —    | 3    | Q2   | 3    | 1    | 2    | 1    | —    | 1    | Q2   | 2    | 2    | 2    | —    | 3        |
| French Open     | —    | —    | Q3   | —    | —    | 1    | Q3   | 1    | 1    | 1    | 1    | 1    | 2    | 3    | 1    | Q2   | 3        |
| Wimbledon       | —    | —    | 2    | —    | Q1   | 1    | Q3   | 2    | 1    | 1    | 1    | 2    |      | 1    | 2    | Q2   | 2        |
| US Open         | Q3   | —    | 2    | Q2   | Q3   | 1    | Q3   | 2    | 2    | 1    | 1    | 2    | 3    | 1    | Q1   | —    | 3        |

Zeichenerklärung: S = Turniersieg; F, HF, VF, AF = Einzug ins Finale / Halbfinale / Viertelfinale / Achtelfinale; 1, 2, 3 = Ausscheiden in der 1. / 2. / 3. Hauptrunde; Q1, Q2, Q3 = Ausscheiden in der 1. / 2. / 3. Qualifikationsrunde; nicht ausgetragen